# Nubosoplatus
Nubosoplatus is een kevergeslacht uit de familie van de boktorren (Cerambycidae). De wetenschappelijke naam van het geslacht werd voor het eerst geldig gepubliceerd in 2008 door Swift.

## Soorten
Nubosoplatus is monotypisch en omvat slechts de volgende soort:
- Nubosoplatus inbio Swift, 2008